# Hyalurgus flavipes
Hyalurgus flavipes là một loài ruồi trong họ Tachinidae.